# Codice Laurenziano Pluteo 90 sup. 125
Il Codice Laurenziano Pluteo 90 sup. 125, conosciuto anche col nome di Gaddiano, è un codice realizzato negli anni '40 del '300 da Francesco di Ser Nardo da Barberino contenente la Divina Commedia di Dante Alighieri.

## Storia
Realizzato da Francesco di Ser Nardo da Barberino negli anni '40 del XIV secolo (risulta ultimato nel 1347), il codice è uno dei più antichi riportanti la Divina Commedia. Oltre all'opera dantesca, il manoscritto contiene anche la Consolazione della Filosofia di Alberto della Piagentina da Boezio. Per quanto riguarda la sezione riguardante la Commedia, il codice mancava delle parti iniziali delle tre Cantiche, per cui si dovette procedere all'inserimento di queste parti attraverso la lezione di un altro codice. Il Pluteo Laurenziano 90 sup. 125 viene anche chiamato Gaddiano in quanto, prima di confluire nella Biblioteca Medicea Laurenziana, apparteneva alla nobile famiglia fiorentina dei Gaddi.

## Descrizione
Per quanto riguarda la descrizione, il codice consta di 101 fogli misuranti 37,5 x 27,5 centimetri e, come ricordato prima, contiene un codice acefalo della Commedia e uno della Consolazione della Filosofia. Originariamente doveva risultare completo di miniature come il Trivulziano 1080, e le lettere capitali di ogni canto sono decorate alternativamente di rosso e di blu. La parte riguardante la Commedia presenta una scrittura bastarda di base cancelleresca.